# Братешти (Бихор)
Братешти (рум. Brătești) насеље је у Румунији у округу Бихор у општини Рабагани. Oпштина се налази на надморској висини од 142 m.

## Становништво
Према подацима из 2002. године у насељу је живело 149 становника, од којих су сви румунске националности.